# ガエル・クリシー
ガエル・クリシー（Gaël Clichy, 1985年7月26日 - ）は、フランス・トゥールーズ出身の元サッカー選手。ポジションはディフェンダー（LSB）。元フランス代表。マルティニークにルーツをもつ。

## 経歴

### クラブ
フランスのASカンヌでデビュー。1年在籍した後、アーセナルFCのトライアルを経て、見事合格を果たす。2003-04シーズンには当時世界屈指の左サイドバックと謳われたアシュリー・コール不在時の穴を埋め、その才能を認められた。コールがウィリアム・ギャラスとのトレードでチェルシーFCに移籍した後は主力に定着。2007-08シーズンからは新加入で同胞のバカリ・サニャと両サイドバックコンビを形成し、サニャと共にプレミアリーグのベストイレブンにも選ばれた。
2011年7月4日、マンチェスター・シティFCに4年契約で移籍した。左サイドバックで主に出場し、同じくアーセナルから移籍してきたサミル・ナスリとプレミアリーグなどのタイトル獲得に貢献した。主にアレクサンダル・コラロヴとポジションを争っていたがジョゼップ・グアルディオラが監督に就任した後は序列を下げ、2016-17シーズン終了後に、サニャやコラロヴ、ヘスス・ナバスらと共に契約満了に伴い退団したが、在籍6年間で200試合以上に出場した。
2017年7月6日、イスタンブール・バシャクシェヒルFKに加入が決定した。

### 代表
フランス代表として、2002年UEFA U-17欧州選手権で準優勝した。
2008年11月1日、2010 FIFAワールドカップ予選のセルビア戦でA代表デビューを果たした。代表では、左サイドバックのポジションをパトリス・エヴラやエリック・アビダルなどと激しく争った。

## 所属クラブ
- 2002-2003  ASカンヌ
- 2003-2011  アーセナルFC
- 2011-2017  マンチェスター・シティFC
- 2017-2020  イスタンブール・バシャクシェヒル
- 2020-2023  セルヴェットFC

## 代表歴

### 出場大会
- フランス代表
  - 2010 FIFAワールドカップ

### 試合数
- 国際Aマッチ 20試合 0得点（2008年-2013年）[5]

| フランス代表 | 国際Aマッチ | 国際Aマッチ |
| 年           | 出場        | 得点        |
| ------------ | ----------- | ----------- |
| 2008         | 2           | 0           |
| 2009         | 1           | 0           |
| 2010         | 6           | 0           |
| 2011         | 2           | 0           |
| 2012         | 5           | 0           |
| 2013         | 4           | 0           |
| 通算         | 20          | 0           |

## タイトル
アーセナル
- プレミアリーグ 2003-04[6]
- FAカップ 2004-05
- FAコミュニティ・シールド 2004[7]

マンチェスター・シティ
- プレミアリーグ 2011-12, 2013-14[6]
- フットボールリーグカップ 2013-14[8], 2015-16[9]
- FAコミュニティ・シールド 2012[10]

代表
- トゥーロン国際大会 2004

個人
- PFA年間ベストイレブン 2007-08[11]